# Sanremo 2012 (compilation)
Sanremo 2012 è una compilation pubblicata dall'etichetta discografica Universal Music Group il 15 febbraio 2012.
Si tratta di uno dei due album contenenti brani partecipanti al Festival di Sanremo 2012, insieme a Super Sanremo 2012, pubblicato lo stesso giorno.

## Tracce
Tra parentesi senza distinzioni sono indicati autori del testo e delle musiche.
Le tracce sono 10:
1. La tua bellezza - Francesco Renga (Francesco Renga, Diego Mancino, Dario Faini) - 3:30
2. Non è l'inferno - Emma (Francesco Silvestre, Enrico Palmosi, Luca Sala) - 3:43
3. Per sempre - Nina Zilli (Roberto Casalino, Nina Zilli) - 3:25
4. Sei tu - Matia Bazar (Piero Cassano, Giancarlo Golzi, Fabio Perversi) - 3:37
5. Grande mistero - Irene Fornaciari (Davide Van De Sfroos) - 3:56
6. E tu lo chiami Dio - Eugenio Finardi (Roberta Di Lorenzo) - 3:20
7. Nella vasca da bagno del tempo - Erica Mou (Erica Musci) - 3:44
8. È vero (che ci sei) - Alessandro Casillo (Matteo Bassi, Emiliano Bassi) - 3:43
9. La mail che non ti ho scritto - Giulia Anania (Giulia Anania, Dario Faini, Emiliano Cecere) - 3:08
10. Sono un errore - Bidiel (Brando Madonia, Mattia Madonia) - 3:07